# Alena Amialiússik
Alena Vassílieuna Amialiússik (en belarús: Алена Васільеўна Амялюсік, en rus: Алёна Васильевна Омелюсик), (Babruisk, 6 de febrer de 1989) és una ciclista belarussa, professional des del 2012 i actualment a l'equip UAE Team ADQ. Guanyadora de nombrosos campionats nacionals, el 2015 va aconseguir la medalla d'or al Campionat del Món en contrarellotge per equips i a la prova en ruta de la primera edició del Jocs Europeus.

## Palmarès
- 2011
  -  Campiona de Belarús en ruta
  -  Campiona de Belarús en contrarellotge
- 2012
  -  Campiona de Belarús en contrarellotge
  - Vencedora d'una etapa a la Ruta de França
- 2013
  -  Campiona de Belarús en ruta
  -  Campiona de Belarús en contrarellotge
  - Vencedora d'una etapa al Tour de l'Ardecha
- 2014
  -  Campiona de Belarús en ruta
  -  Campiona de Belarús en contrarellotge
  - 1a al Gran Premi El Salvador
  - Vencedora de 2 etapes a la Volta a El Salvador
  - Vencedora d'una etapa a la Volta a Costa Rica
  - Vencedora d'una etapa al Tour de l'Ardecha
- 2015
  - Medalla d'or als Jocs Europeus en ruta
  -  Campiona del món en contrarellotge per equips
  -  Campiona de Belarús en ruta
  -  Campiona de Belarús en contrarellotge
  - 1a a la Gracia Orlová i vencedora d'una etapa
  - 1a al Winston Salem Cycling Classic
- 2016
  - Vencedora d'una etapa a la Gracia Orlová
- 2018
  -  Campiona de Belarús en ruta
  -  Campiona de Belarús en contrarellotge
- 2024
  - Campiona de Rússia en ruta

### Resultats a les Grans Voltes

#### Giro d'Itàlia
- 2012: 12a posició
- 2013: 10a posició
- 2014: 14a posició
- 2015: 18a posició
- 2016: 9a posició
- 2018: No surt a la 5a etapa
- 2019: 24a posició
- 2020: 36a posició
- 2021: 15a posició
- 2022: 21a posició
- 2024: 72a posició
- 2025: Abandona a la 8a etapa

#### Tour de França
- 2022: 19a posició
- 2023: 43a posició

#### Volta a Espanya
- 2024: Abandona a la 8a etapa